# Hieracium albocostatum
Hieracium albocostatum es una especie de planta con flor del género Hieracium, de la familia Asteraceae, orden Asterales.

## Distribución
Hieracium albocostatum se distribuye por Rusia europea y Estonia.

## Taxonomía
Fue descrita científicamente por (Norrl.) Üksip. Fue publicada en Bot. Mater. Gerb. Bot. Inst. Komarova Akad. Nauk S.S.S.R. 19: 477 (1959).